# Essaims de séismes de l'Ubaye
Pour un article plus général, voir Essaim de séismes.

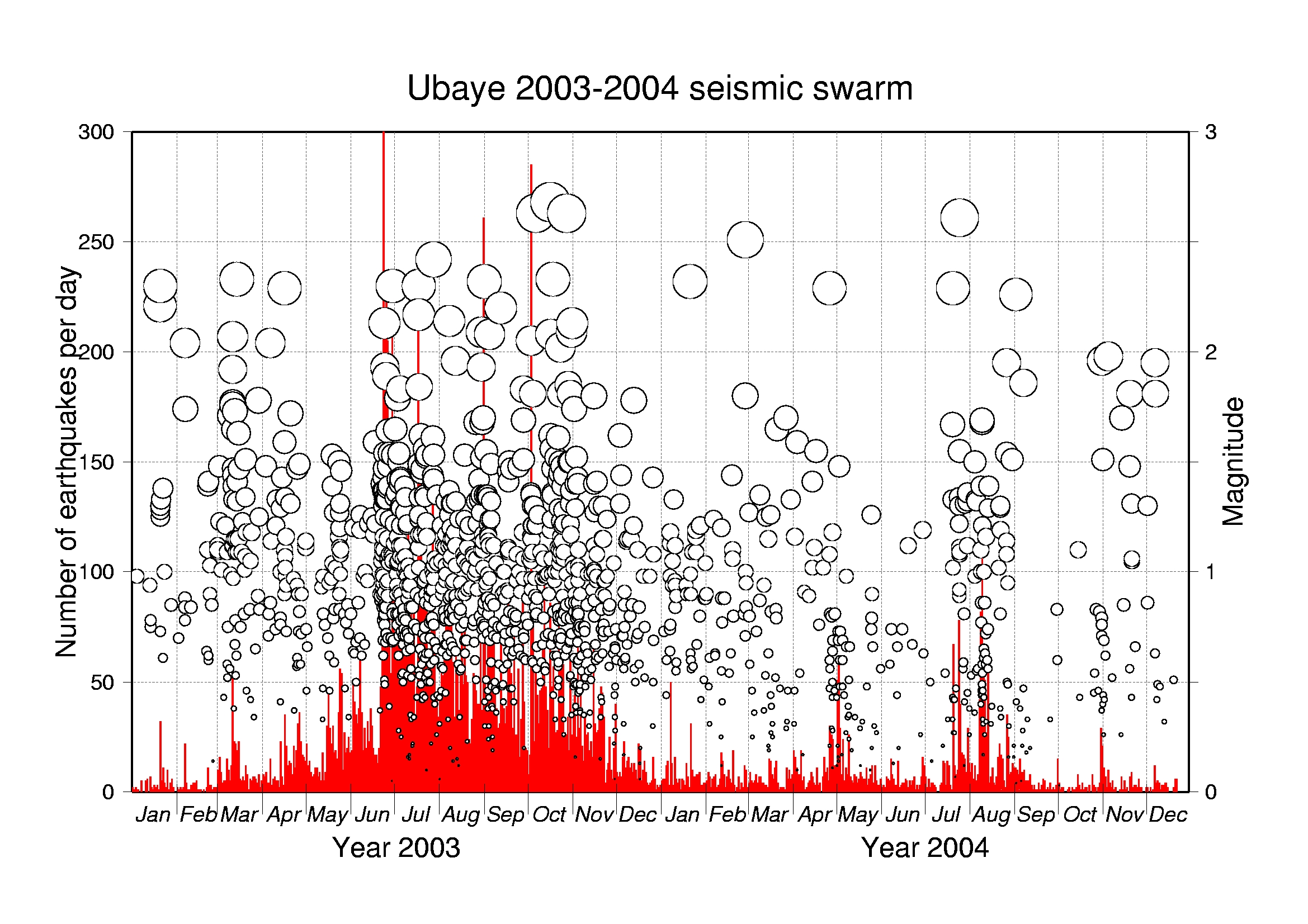
Chronologie de l'essaim de séismes de l'Ubaye 2003-2004.

Plus que par des séismes classiques du type « choc principal + répliques » qui surviennent cependant de temps à autre, la vallée de l'Ubaye (Alpes-de-Haute-Provence) est caractérisée par une sismicité en essaims. C'est en particulier le cas dans sa partie haute (Barcelonnette et au-delà) où les essaims sont très fréquents et où est apparue au début du XXIe siècle à La Condamine-Châtelard une activité tout à fait exceptionnelle : un premier essaim (2003-2004) a été pris en relais par un second (2012-2014), lui-même initié par un séisme de magnitude 4,3 en février 2012, puis réactivé (2014-2015) par un second séisme de magnitude 4,8 en avril 2014,.

## Essaim de La Condamine-Châtelard (2003-2004)
L'essaim de 2003-2004 est le plus prolifique jamais observé en France. Bien que la vallée de l'Ubaye soit l'une des zones les plus sismiques des Alpes françaises, dans un secteur de 270 km2 centré sur La Condamine-Châtelard ne se produisent habituellement chaque année que quelques séismes de faible magnitude. En deux ans, on en observera plus de 16 000.
- de janvier à avril 2003, la crise reste modérée (en moyenne 8 séismes détectés quotidiennement, avec la plus forte secousse, de magnitude 2,3, le 14 mars) ;
- en mai-juin, les magnitudes ne dépassent pas 1,5, ce qui pourrait faire croire que l'activité est en train de décroître et que la crise est en voie d'extinction ; en réalité, de nombreux séismes continuent à être détectés (24 par jour en moyenne) ;
- le 21 juin et jusqu'au 5 octobre, l'activité reprend sur un rythme soutenu (80 séismes par jour en moyenne, avec un pic à 361 séismes le 23 juin, un autre pic à 285 séismes le 3 octobre) ; 9 séismes dépassent la magnitude 2, avec un maximum le 27 juillet (magnitude 2,4) ;
- du 6 au 30 octobre, la sismicité est caractérisée par des magnitudes atteignant 2,7 à trois reprises, alors même que le nombre de séismes décomptés commence à décroître (47 par jour en moyenne) ;
- à partir de novembre 2003 et sur toute l'année 2004, l'activité décroît très nettement, avec cependant quelques reprises (au total sur cette période, seulement 8 séismes de magnitude supérieure à 2).

En carte, l'essaim relocalisé en utilisant des « localisations relatives » s'étire sur 9 km de long, dans une direction NW–SE en travers de la vallée. La zone de rupture, presque verticale, se situe entre 3 et 8 km de profondeur. L'activité a débuté en un endroit bien précis à l'aplomb de La Condamine-Châtelard, et s'est ensuite diffusée en périphérie pour se concentrer à l'extrémité sud-est de l'essaim où ont été localisés les 3 séismes de magnitude 2,7 d'octobre 2003.

## Essaim de La Condamine-Châtelard (2012-2015)

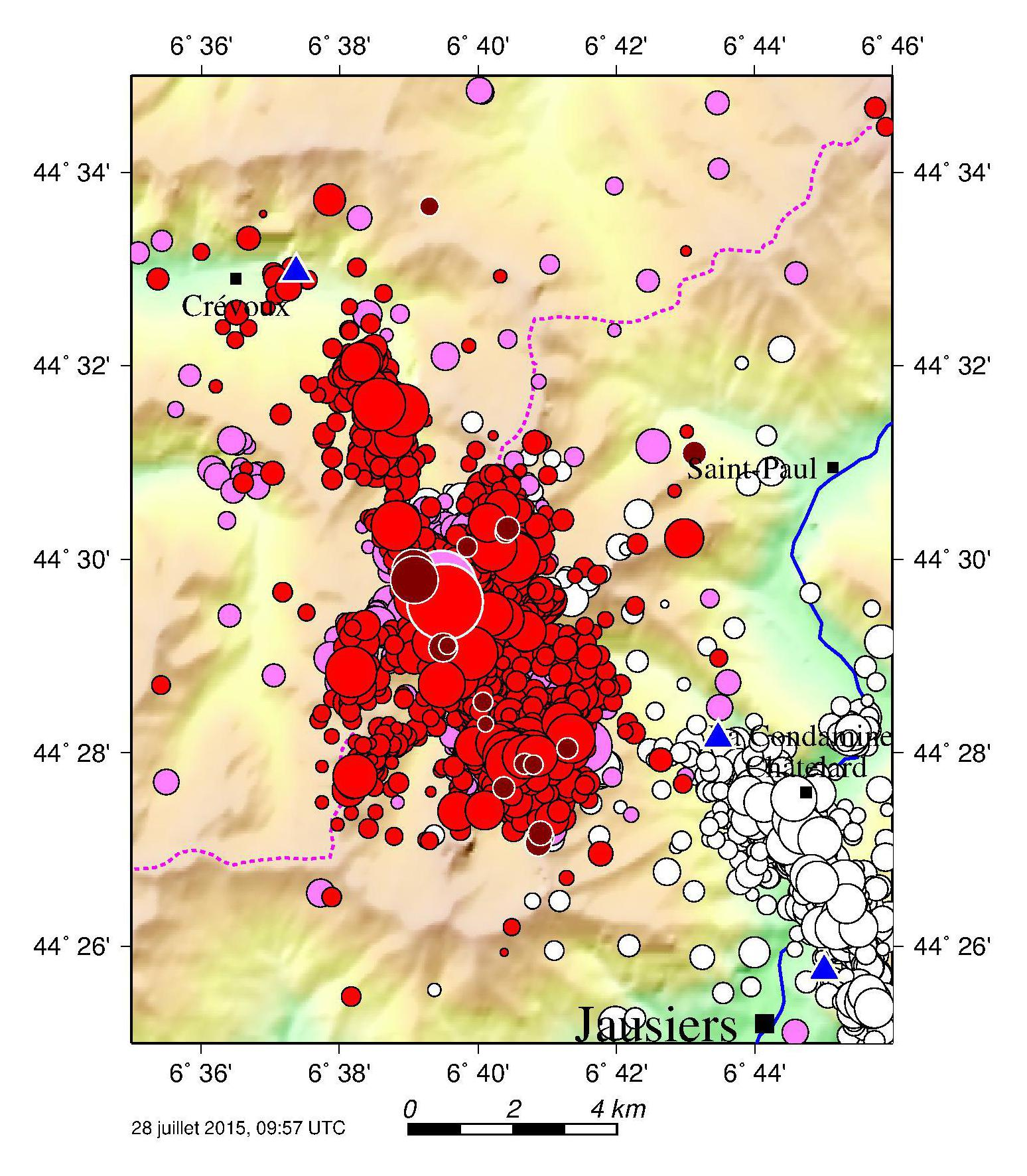
Essaims de séismes de l'Ubaye (état le 28-07-2015).

L'essaim de 2003-2004 était devenu complètement inactif lorsque, 8 ans plus tard, un séisme de magnitude 4,3 s'est produit le 26 février 2012 à quelques kilomètres de distance au nord-ouest. Ce séisme, suivi de répliques pendant les premières 24 heures, a activé un autre essaim, lui aussi d'orientation NW–SE, mais décalé en baïonnette par rapport au précédent
. Le nouvel essaim s'est lentement développé : il atteignait, deux ans plus tard, une longueur totale de 6 km lorsque, le 7 avril 2014, un nouveau séisme de magnitude 4,8 s'est produit, avec un épicentre au même endroit qu'en 2012, mais un foyer situé 1 km plus en profondeur. La réactivation de la totalité de l'essaim 2012-2014 a été immédiate. Dans les mois qui ont suivi, l'alignement s'est encore prolongé sur ses deux extrémités pour atteindre, en juillet 2015, une longueur totale de 11 km. Des animations sont indispensables pour visualiser ces migrations d'activité.